# Brachyvatus apicatus
Brachyvatus apicatus är en skalbaggsart som först beskrevs av Clark 1862.  Brachyvatus apicatus ingår i släktet Brachyvatus och familjen dykare. Inga underarter finns listade i Catalogue of Life.